# Salluste d'Émèse
Salluste d'Émèse est le dernier des philosophes cyniques. Il est né dans la ville d’Émèse, en Syrie, au VIe siècle. 
Il étudia le droit, l’éloquence et la philosophie, et successivement fut le disciple d’Eunoius, de plusieurs autres sophistes d’Alexandrie et enfin de Proclus, philosophe platonicien. D’après les conseils d’Athénodore, il se convertit à la doctrine des cyniques et propagea dès lors la philosophie de Diogène, ce qui le fit plusieurs fois accuser d’impiété, accusation qui n’eut pour lui aucune suite fâcheuse. 
Citons une repartie piquante qu’on attribue à Salluste le Cynique. Pamprepius, personnage éminent, mais dont la conduite était loin de paraître irréprochable, lui demandait la différence des dieux aux hommes : « Tu n’ignores pas, lui répondit Salluste, que je ne suis pas plus un dieu que tu n’es un homme.» On a attribué à Salluste le traité De diis et mundo ; cet ouvrage est plutôt, selon Brucker, l’ouvrage de Salluste, le philosophe gaulois. 

## Source
« Salluste d'Émèse », dans Pierre Larousse, Grand dictionnaire universel du XIXe siècle, Paris, Administration du grand dictionnaire universel, 15 vol., 1863-1890 [détail des éditions].
- VIAF
- GND